# Aron Anderson

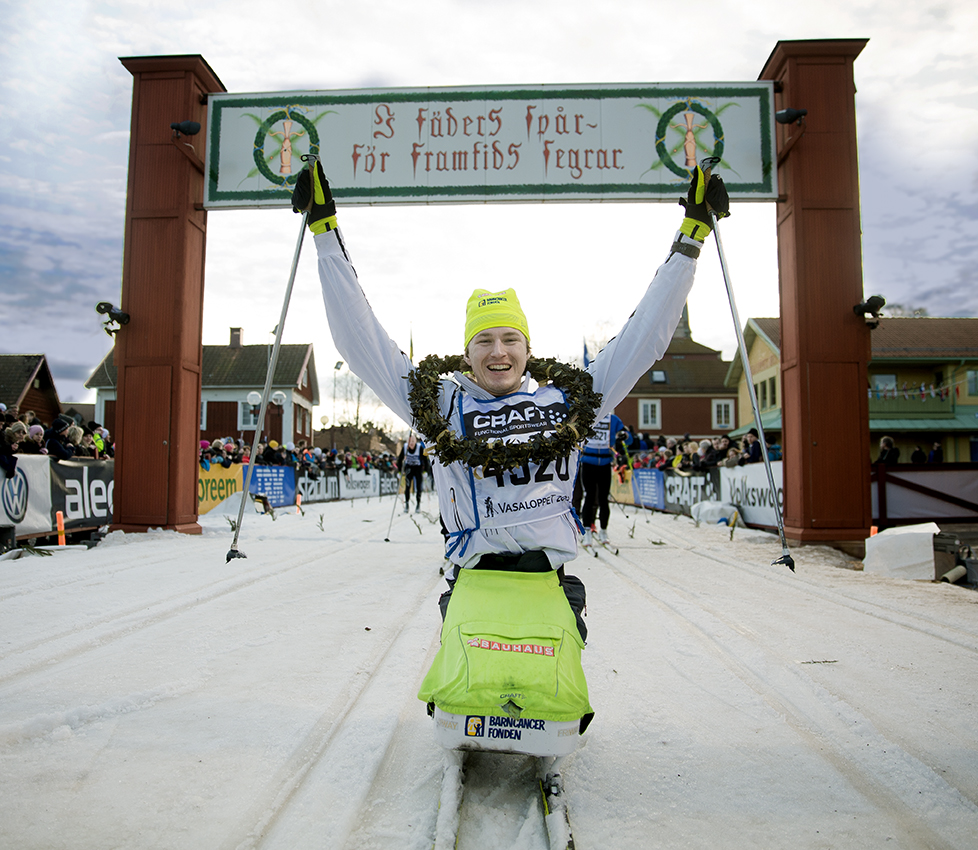
Aron Anderson når mållinjen i Vasaloppet 2015.

Aron Karl Riggert Anderson, född 26 januari 1988 i Hedvig Eleonora församling i Stockholm, är en svensk äventyrare och idrottare. Aron Anderson har som första person i rullstol bestigit Sveriges högsta berg Kebnekaise. Han nådde toppen klockan 15.00 den 1 augusti 2013. Expeditionen genomfördes tillsammans med äventyraren Johan Ernst Nilson.

## Biografi
I januari 1996 fick Aron Anderson beskedet att han hade cancer i korsbenet. Han behandlades med cellgifter och strålbehandling under hela året 1996 samt början på 1997. Behandlingen hade inte önskad effekt och 1997 opererades cancern bort vilket resulterade i att han förlorade full funktion i benen.
Anderson har sedan dess elitidrottat i tre olika sporter, segling, friidrott och kälkhockey och deltagit i fyra Paralympics. Han har tränats av Peter Eriksson. Åren 1999 till 2004 tävlingsseglade han men slutade segla efter Paralympics 2004 i Aten för att istället satsa fullt ut på friidrott och kälkhockey. Under åren 2001 till 2012 var Anderson aktiv i Svenska landslaget i rullstolsfriidrott.
2012 blev han tvungen att sluta med friidrotten då han genomförde en höftledsoperation som gjorde det omöjligt för honom att tävla i friidrott på elitnivå. Han slutade spela kälkhockey efter VM 2013 för att helt satsa på egna äventyr och föreläsningar.  
I augusti 2013 besteg han som första person i rullstol Kebnekaise. Anderson är också den första personen som har bestigit Kilimanjaro i rullstol.  2014 bestämde han sig för att göra en Svensk klassiker och genomförde samma år Vasaloppet, Vätternrundan, Vansbrosimmet och Lidingöloppet under 24 timmar som första person i rullstol.
Den 7 augusti 2015 simmade han i 14-gradigt vatten den 37 kilometer långa sträckan över Ålands hav från Grisslehamn till Åland, en simtur som tog honom drygt 13 timmar. 
Anderson arbetar också som föreläsare och föreläser om att maximera sin potential och att vända motgång till framgång. Han är ambassadör för Barncancerfonden och har aktivt genom inte minst sina äventyrsprojekt arbetat för att samla in pengar till denna fond.
2019 deltog han i, och vann, TV4-programmet Vinnarskallar där åtta paraidrottare tävlade mot varandra i olika grenar.
Samma år var Anderson även tillsammans med Arantxa Alvarez årets ambassadör i Musikhjälpen. Han deltog i dansprogrammet Let's Dance 2022 som sändes på TV4.
I juni 2021 slog Anderson svenskt rekord i antal fallskärmshopp när han gjorde 145 hopp under 24 timmar.